# Extremadura Unida
 (février 2019).
Si vous disposez d'ouvrages ou d'articles de référence ou si vous connaissez des sites web de qualité traitant du thème abordé ici, merci de compléter l'article en donnant les références utiles à sa vérifiabilité et en les liant à la section « Notes et références ».
Pour les articles homonymes, voir Extremadura (homonymie).
Estrémadure unie (en espagnol : Extremadura Unida) est un parti politique espagnol de type régionaliste fondé en 1980.

## Histoire
EU est fondée en 1980 par Pedro Cañada Castillo, fondateur d'Action régionale estrémadurienne, l'un des partis qui a rejoint l'Union du centre démocratique (UCD) au début de la transition démocratique.

## Description
Le parti vise à défendre les intérêts de l'Estrémadure.